# Тонфа
Тонфа (на японски: トンファー) е оръжие, използвано в някои източни бойни изкуства. Състои се от палка и перпендикулярна ръкохватка. Първообраз на съвременната полицейска палка със странична дръжка.